# Clibanites paradoxa
Clibanites paradoxa är en svampart som först beskrevs av Petter Adolf Karsten, och fick sitt nu gällande namn av Petter Adolf Karsten 1871. Clibanites paradoxa ingår i släktet Clibanites och familjen Bionectriaceae.   Inga underarter finns listade i Catalogue of Life.